# بابلو أرميرو

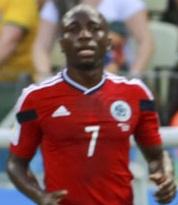
بابلو أرميرو

بابلو إستيفير أرميرو (بالإسبانية: Pablo Estifer Armero)‏ (مواليد 2 نوفمبر 1986 في توماكو - كولومبيا) لاعب كرة قدم كولومبي لعب لصالح نادي الدرجة الأولى نادي إيه سي ميلان الإيطالي منذ 2014 في مركز الظهير الأيسر كما يجيد اللعب في مركز الجناح الأيسر.

## روابط خارجية
- بابلو أرميرو على موقع الاتحاد الدولي (مؤرشف)  (الإنجليزية)
- بابلو أرميرو على موقع قاعدة بيانات كرة القدم.إي يو (الإنجليزية)
- بابلو أرميرو على موقع ناشيونال فوتبول تيمز (الإنجليزية)
- بابلو أرميرو على موقع Soccerbase.com (لاعب) (الإنجليزية)
- بابلو أرميرو على موقع Soccerway.com (الإنجليزية)
- بابلو أرميرو على موقع عالم كرة القدم.نت (الإنجليزية)
- بابلو أرميرو على موقع AS.com (الإسبانية)